# GAZ-51
 (avril 2021).
Si vous disposez d'ouvrages ou d'articles de référence ou si vous connaissez des sites web de qualité traitant du thème abordé ici, merci de compléter l'article en donnant les références utiles à sa vérifiabilité et en les liant à la section « Notes et références ».
Le GAZ-51 est un camion produit par GAZ de 1946 à 1975. Il s'agissait d'une conception 4x2 et avait une charge utile de 2,6 tonnes.

## Histoire
Le GAZ-51 a commencé à être conçu à la fin des années 1930 en tant que successeur du GAZ-MM. Il avait une cabine complètement nouvelle, inspirée des camions contemporains Dodge et GMC, et a utilisé un moteur à 3,5 litres 6 cylindres plus puissant, qui était une copie d'une conception Dodge. Ce moteur a ensuite été utilisé dans les voitures de tourisme GAZ-11-73 et GAZ-61.
C'était l'idée initiale du camion, mais la grande guerre patriotique a arrêté ces plans et Gaz n'a maintenant produit que des camions militaires et des chars pour l'armée. Néanmoins, en 1943, les travaux sur le GAZ-51 avaient redémarré. Cette fois, afin d'économiser du temps, il a été décidé de simplement rétro-concevoir le Studebaker US6 américain, qui a été fourni à l'Union soviétique par les États-Unis en grand nombre lors d'un Prêt-bail. Les différences les plus notables sont que GAZ a retiré le troisième essieu et remplacé l'unité d'alimentation et la boîte de vitesses d'origine du Studebaker par le moteur et la boîte de vitesses à 6 cylindres du GAZ-61,,.
Après quelques modernisations, le GAZ-51 a été mis en production en 1946. En 1947, la version 4x4 GAZ-63 a également été mise en production. Le GAZ-51 est devenu très populaire en Union soviétique mais aussi pour l'exportation vers le bloc oriental. Il a été produit dans de nombreuses versions, à la fois en tant que camion de plate-forme et en camionnette, camion de pompiers, mais aussi en bus. De plus, le GAZ-63 a également été la base du véhicule militaire BTR-40.
Le GAZ-51 était aussi populaire et a été produit en grand nombre, et la production locale est lancée dans d'autres pays du bloc oriental avec Liecesne de GAZ, comme la Pologne (par FSC en tant que FSC Lublin-51), en Corée du Nord (comme le Sungri-58/61),, et en Chine (comme le Yuejin-N130/230),.
En 1961, GAZ a commencé à produire le nouveau camion GAZ-53, mais le GAZ-51 a été produit comme une alternative moins chère jusqu'en 1975. En Corée du Nord, des camions basés sur le GAZ-51, notamment en commençant par le Sungri-51KA, sont toujours produits avec des modernisations et une nouvelle cabine,,.

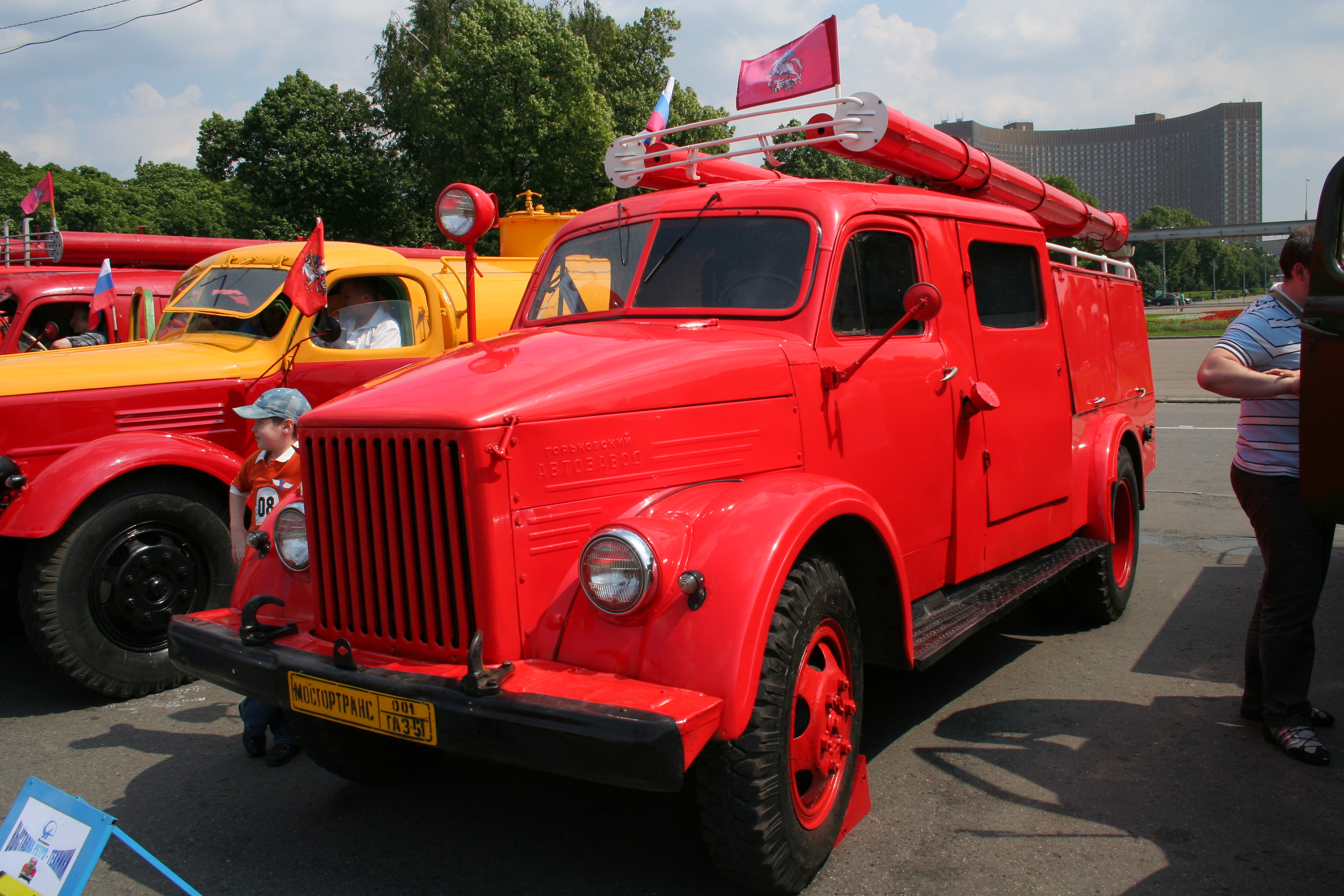
GAZ-51 camion de pompier (2010).
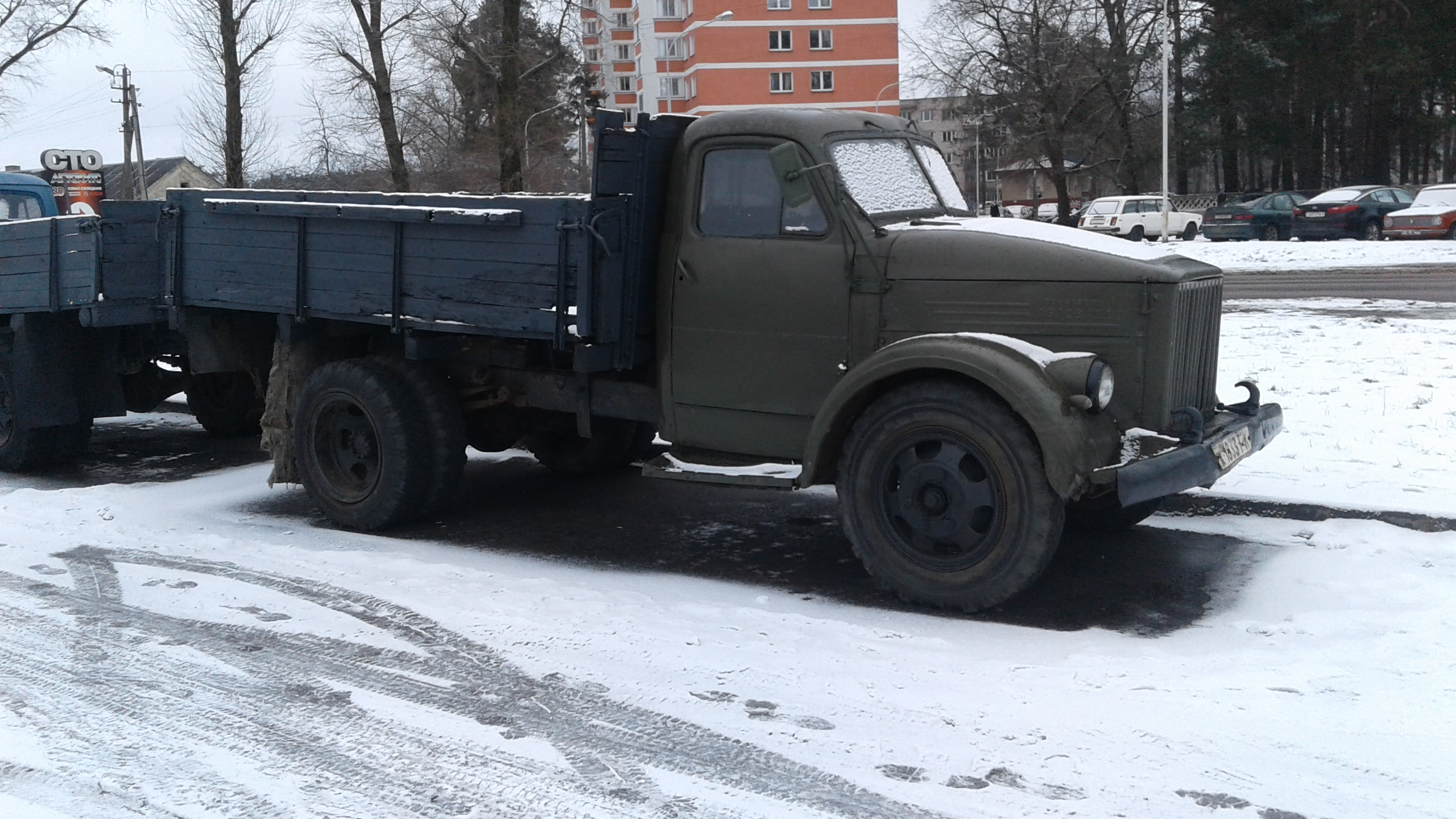
Un camion GAZ-51 en Russie.
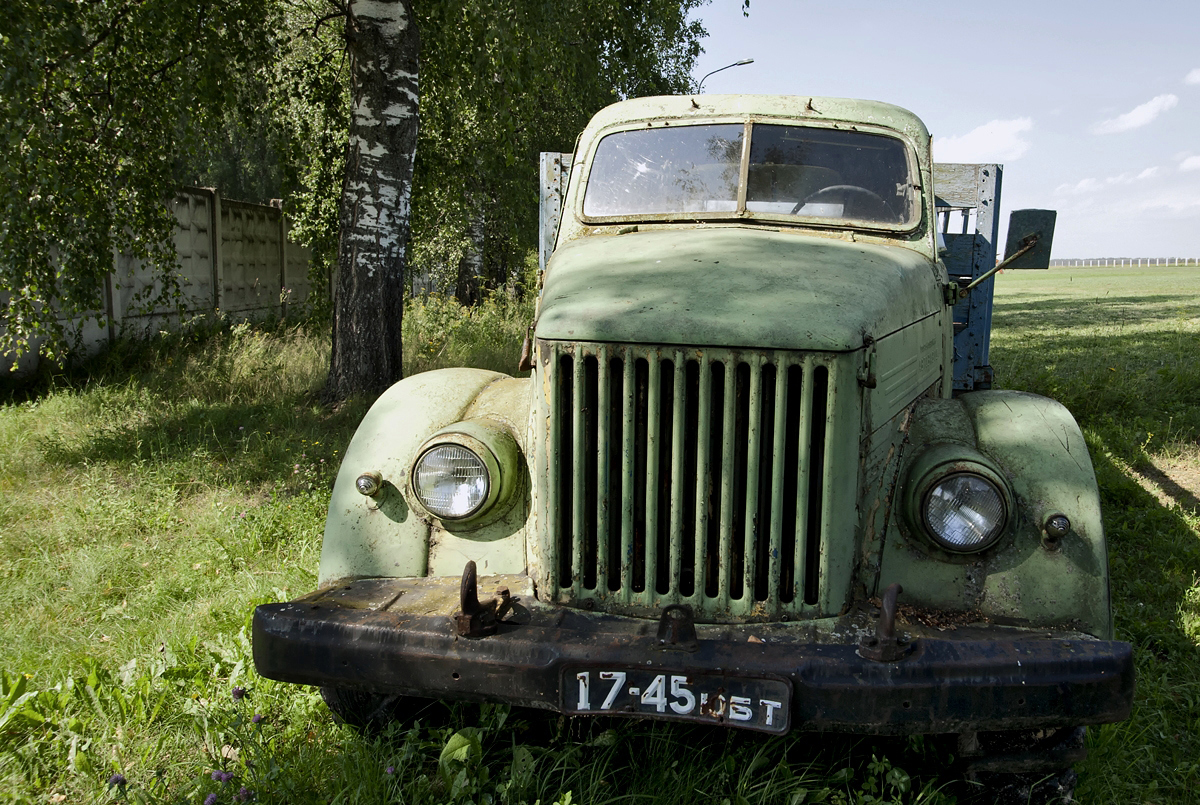
La vue de front d'un GAZ-51A (2012).
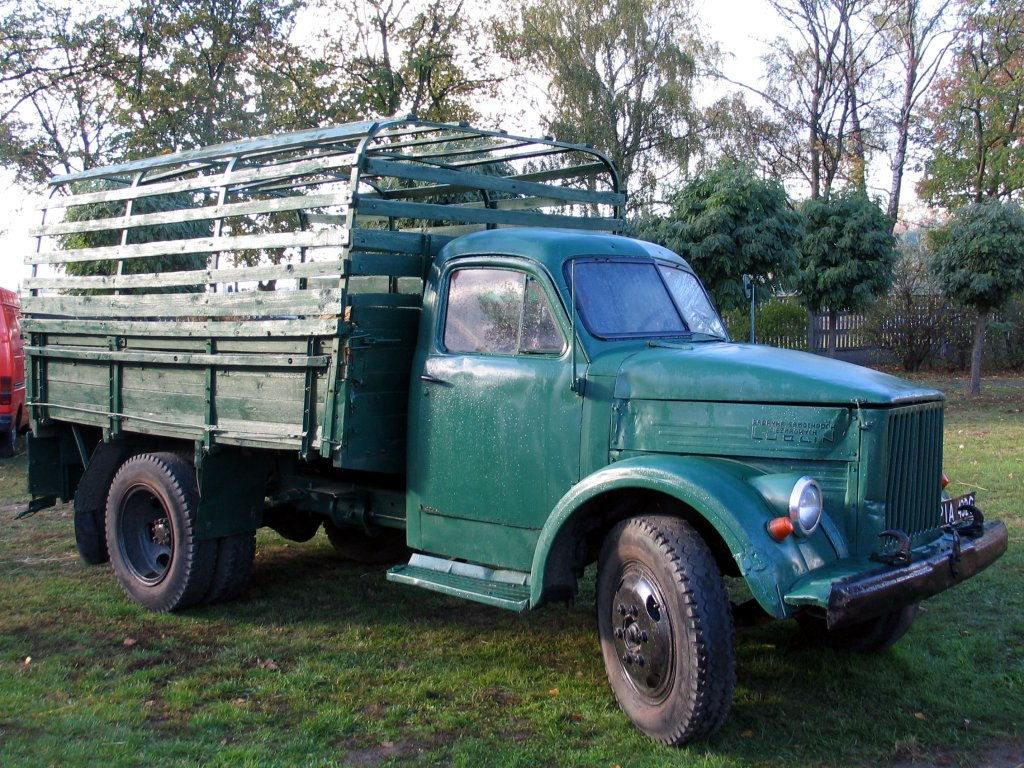
FSC Lublin-51, la version polonaise du camion GAZ-51.
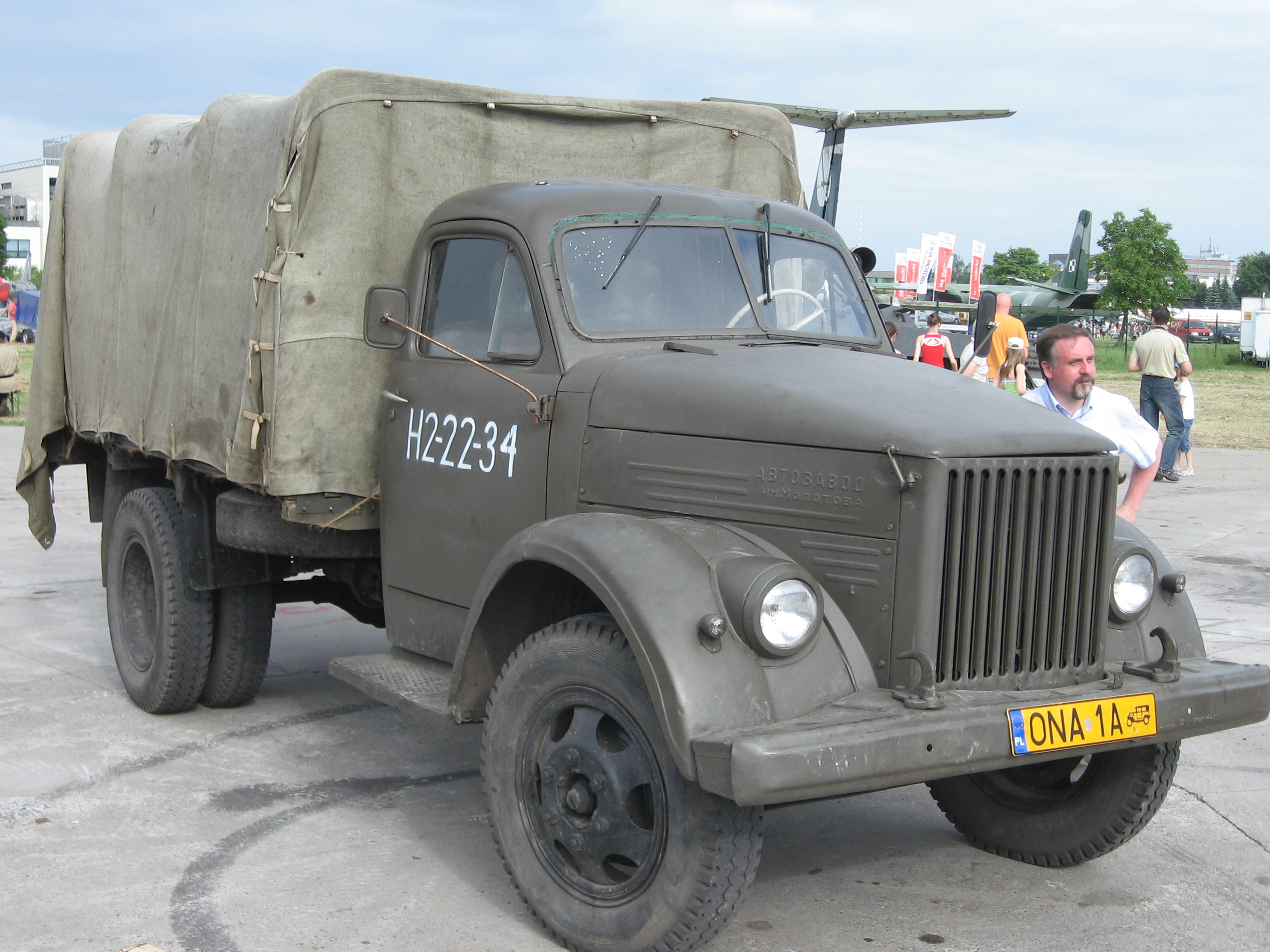
GAZ-51 en Cracovie (2010).
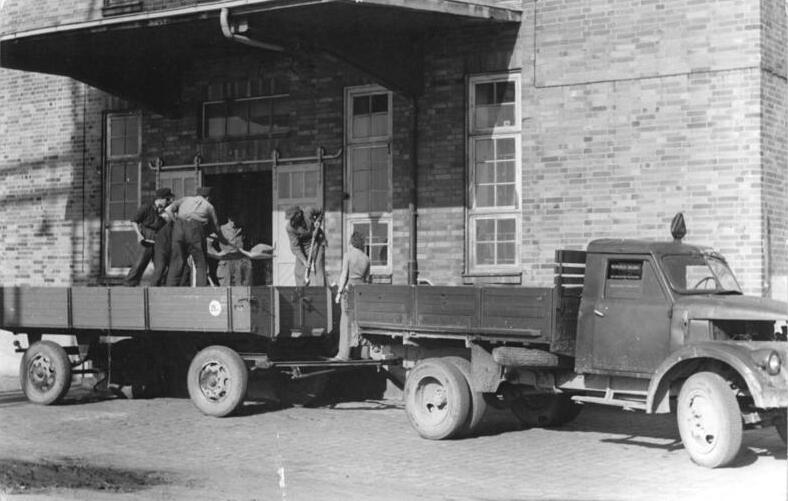
Un premier GAZ-51 à Rostock (1953). La forme différente des fenêtres latérales est  visible.
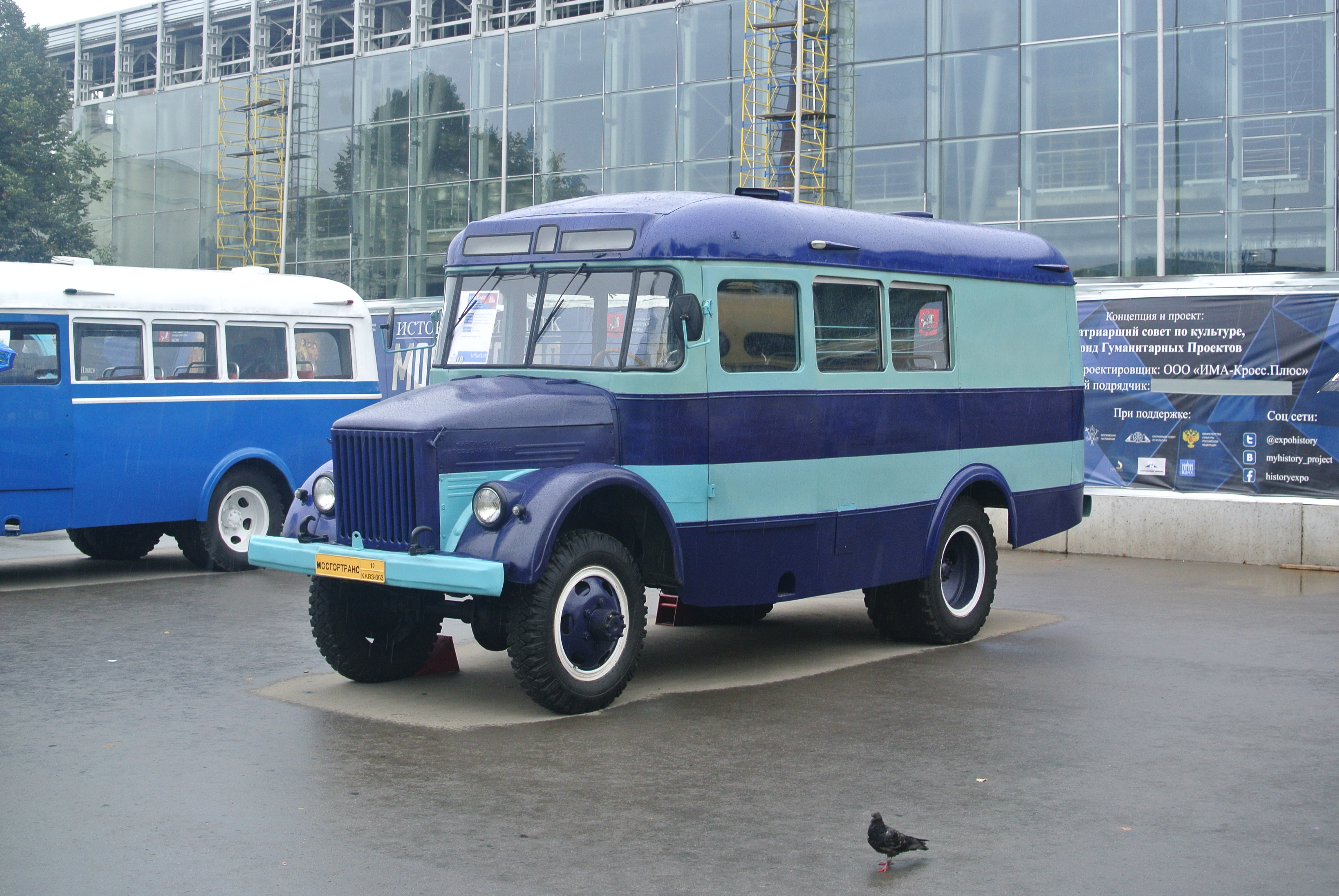
Un KAvZ-663, un bus basé sur le camion GAZ-51. Des carrosseries similaires ont également été installées dans le GAZ-51 pour être utilisées comme camionnette, mais sans les vitres latérales.
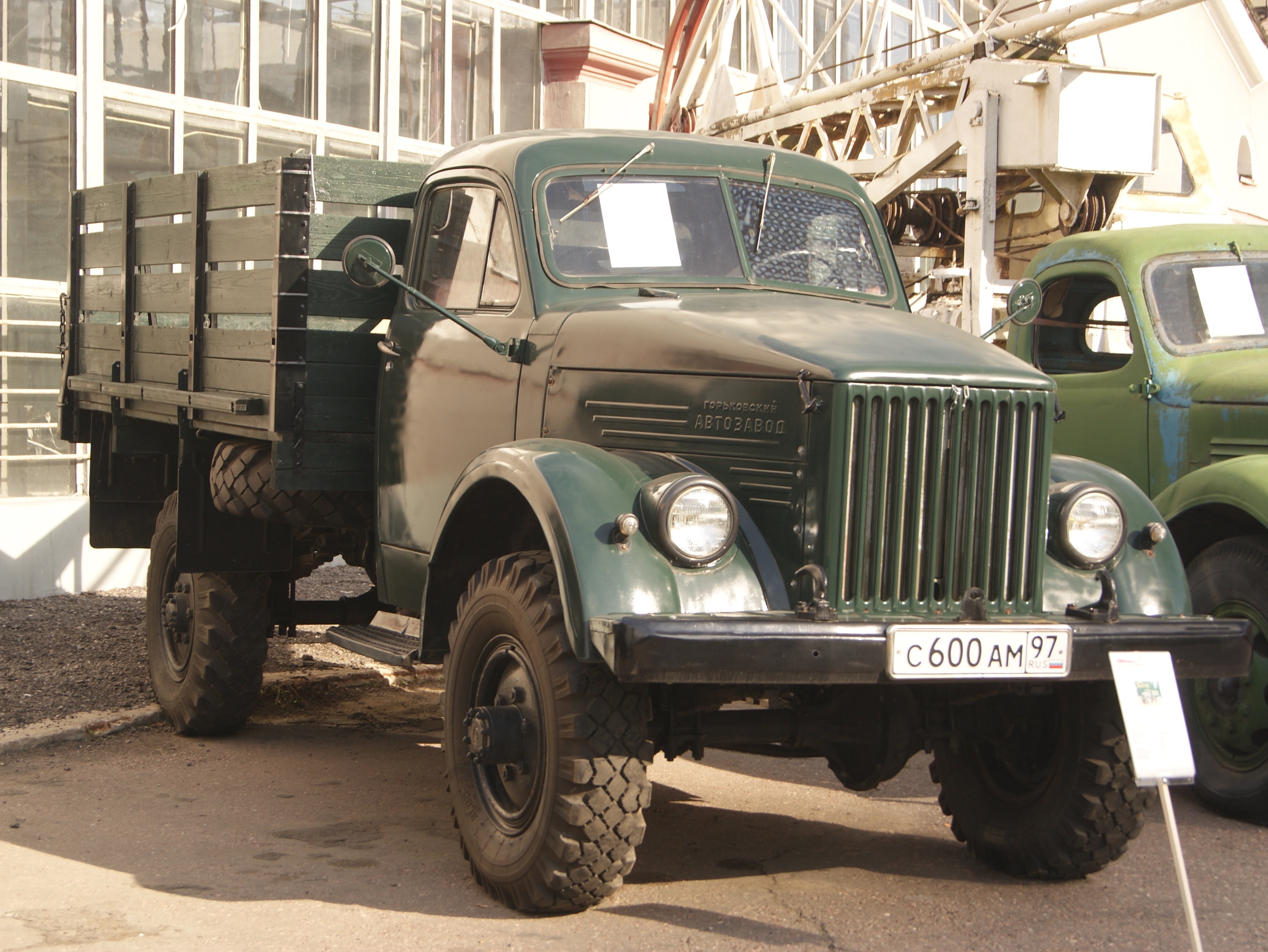
Un GAZ-63.
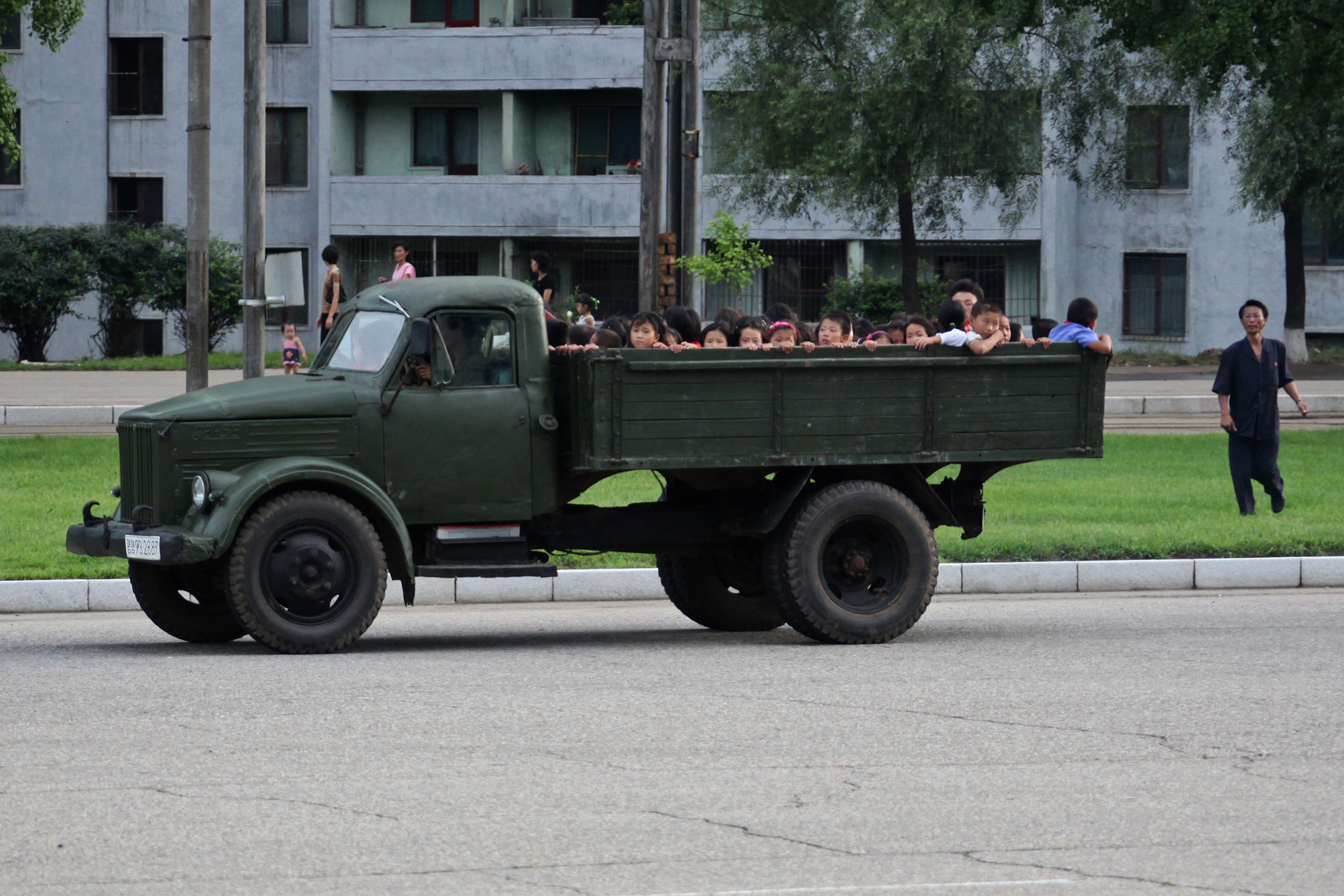
Un camion Sungri-58 en Corée du Nord, utilisé comme autobus scolaire « primitif ».
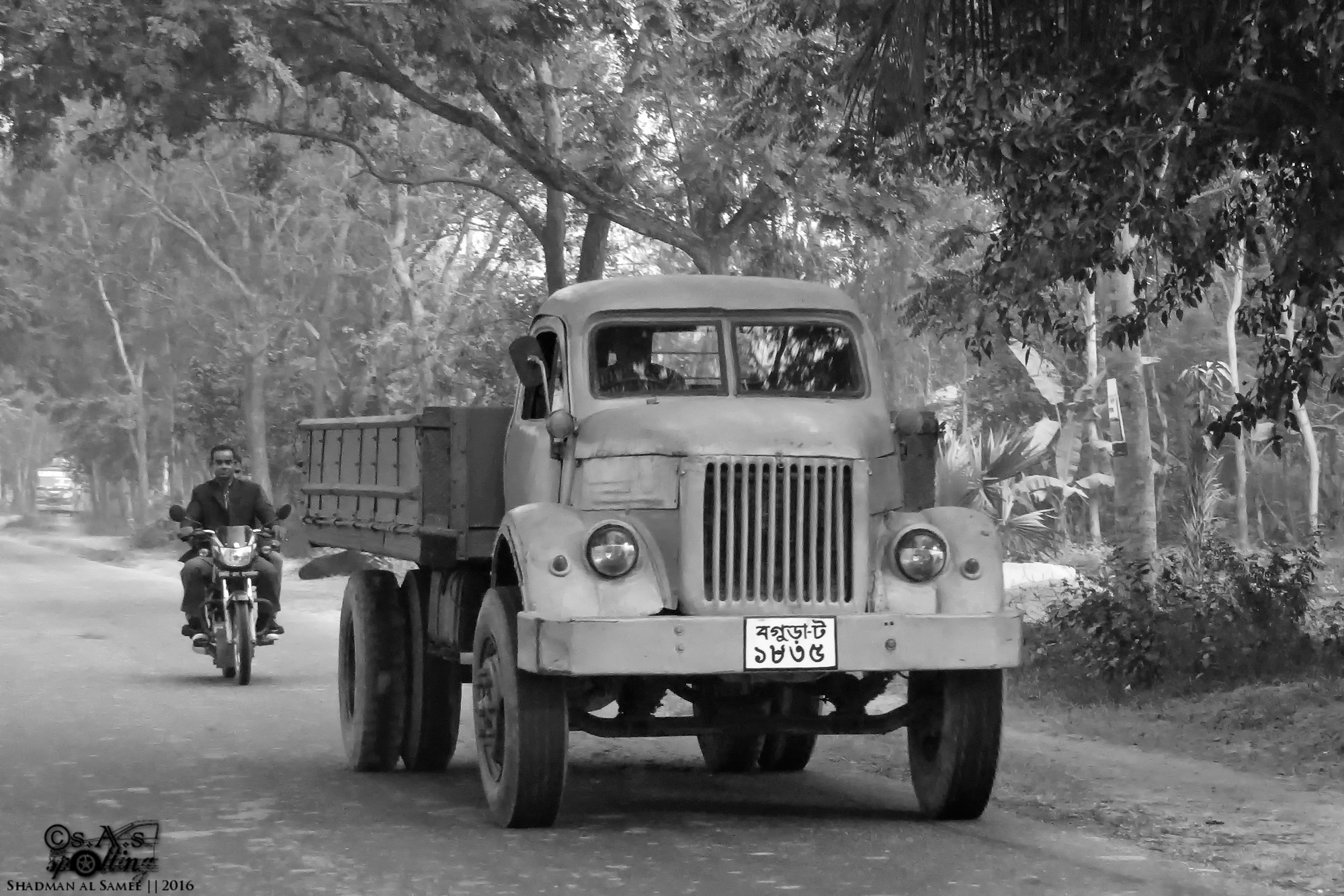
Un Yuenjin-N130 au Bangladesh.